# Motopi
Motopi est une ville du Botswana.
C'est près d'un point d'eau proche de Motopi qu'a été trouvé en 2018 le premier fragment de la météorite de Motopi Pan, le troisième météoroïde à avoir été détecté dans l'espace avant sa collision terrestre, après 2008 TC3 et 2014 AA.